# Lincoln Center for the Performing Arts

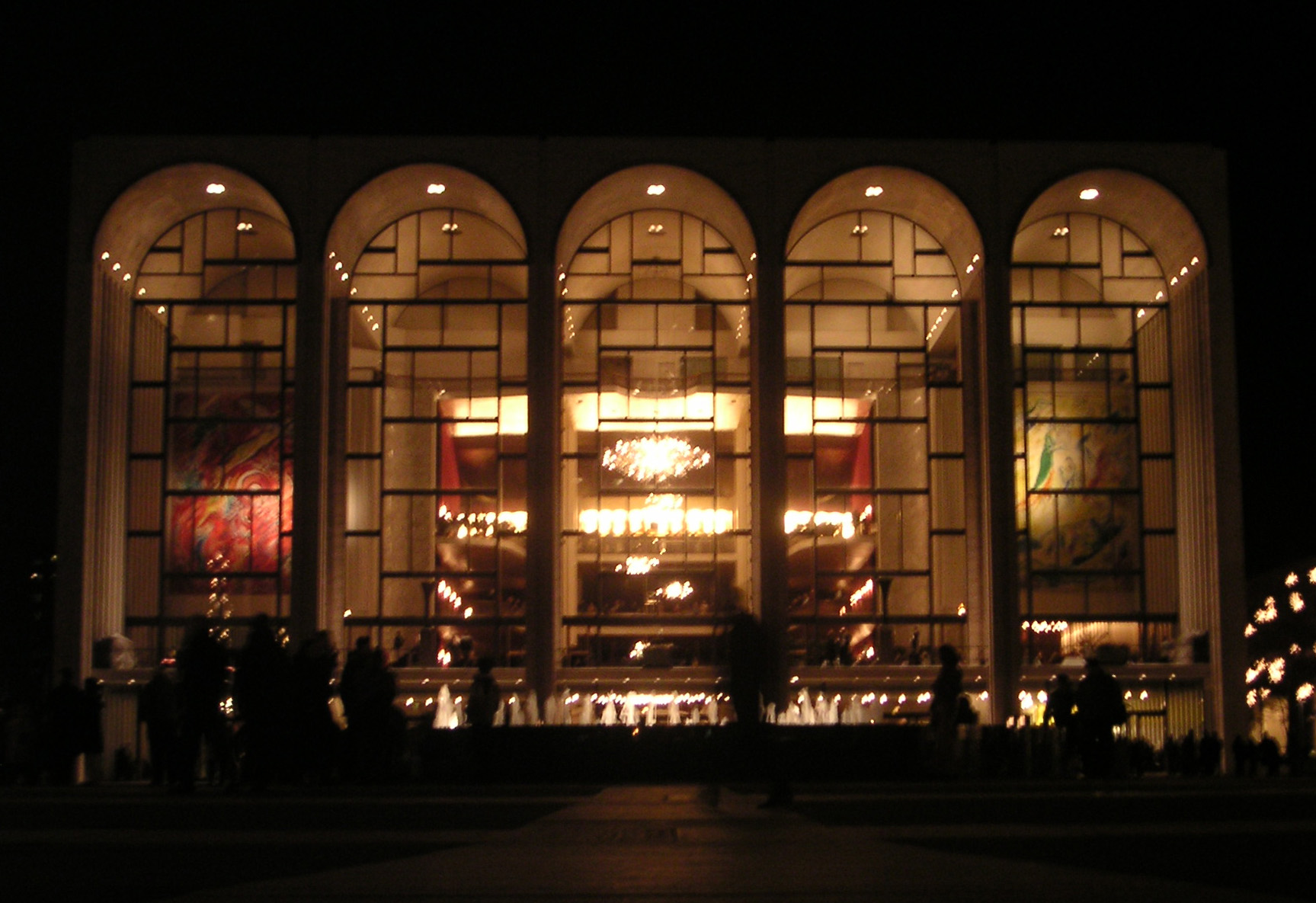
Metropolitan Opera House vid Lincoln Center.

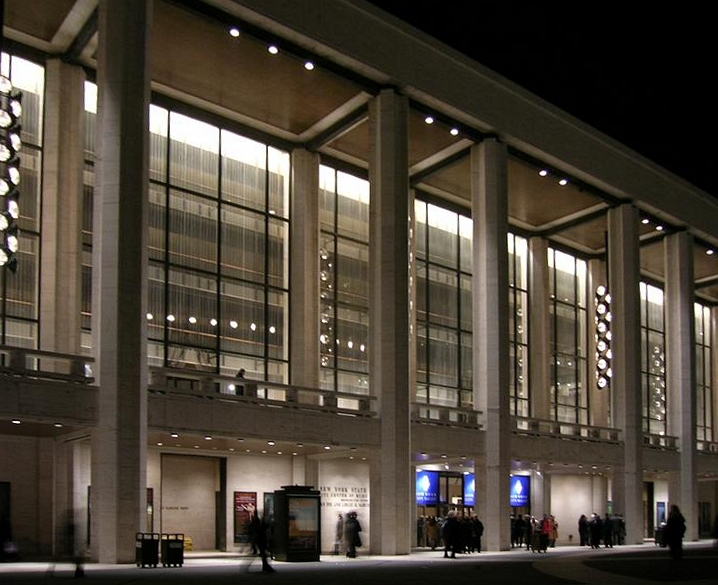
New York State Theater vid Lincoln Center, hemvisten för New York City Opera och New York City Ballet.

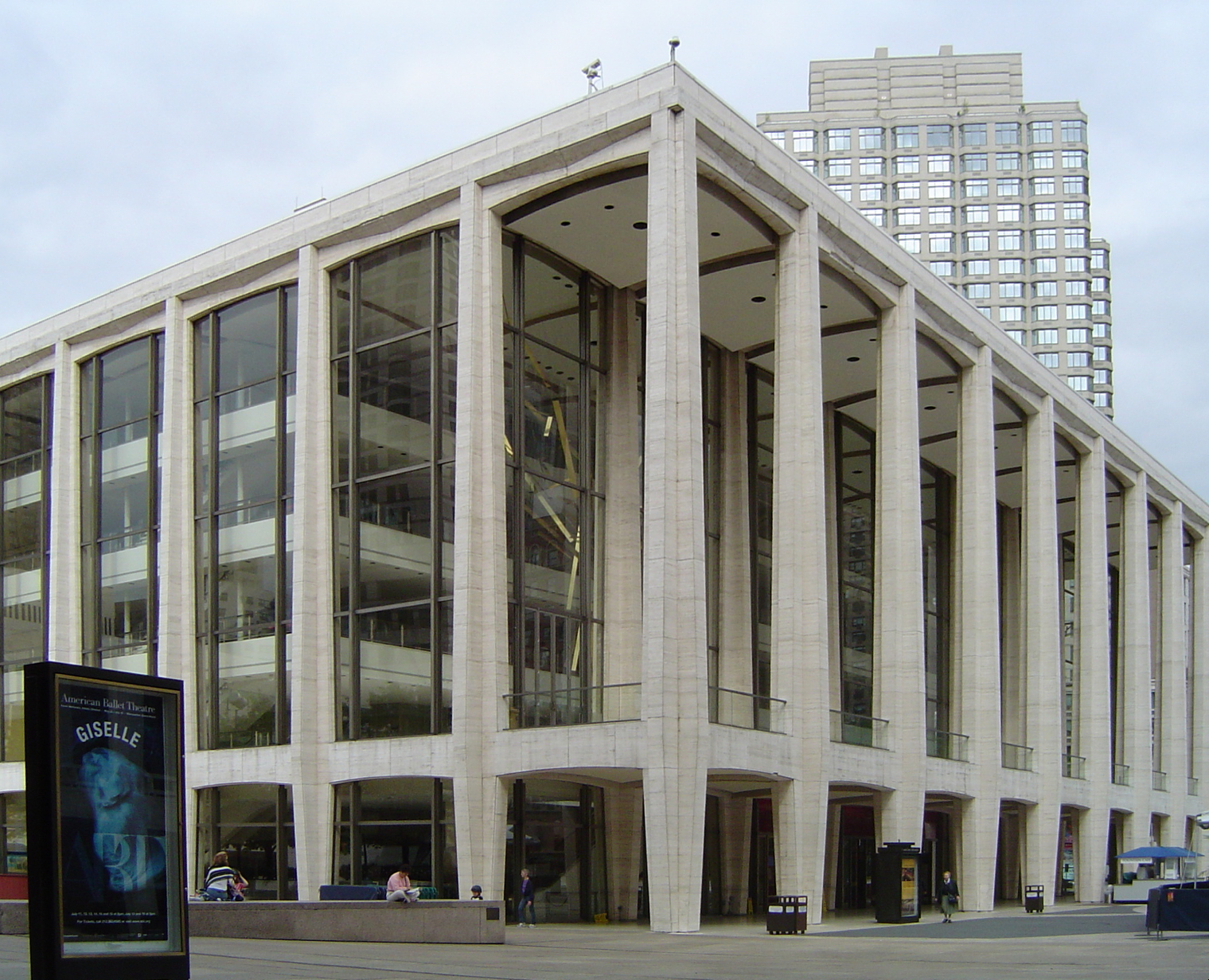
Avery Fisher Hall, hemvist för New York Philharmonic i Lincoln Center.

Lincoln Center for the Performing Arts är ett amerikanskt kulturcentrum på Manhattan i New York, anlagt 1959-67. 
Här återfinns tolv kulturinstitutioner: Chamber Music Society of Lincoln Center, Film Society of Lincoln Center, Jazz at Lincoln Center, Juilliard School, Lincoln Center Theater, Metropolitan Opera, New York City Ballet, New York City Opera, New York Philharmonic, New York Public Library for the Performing Arts, School of American Ballet, och Lincoln Center for the Performing Arts, Inc. 